# Patogenicidad

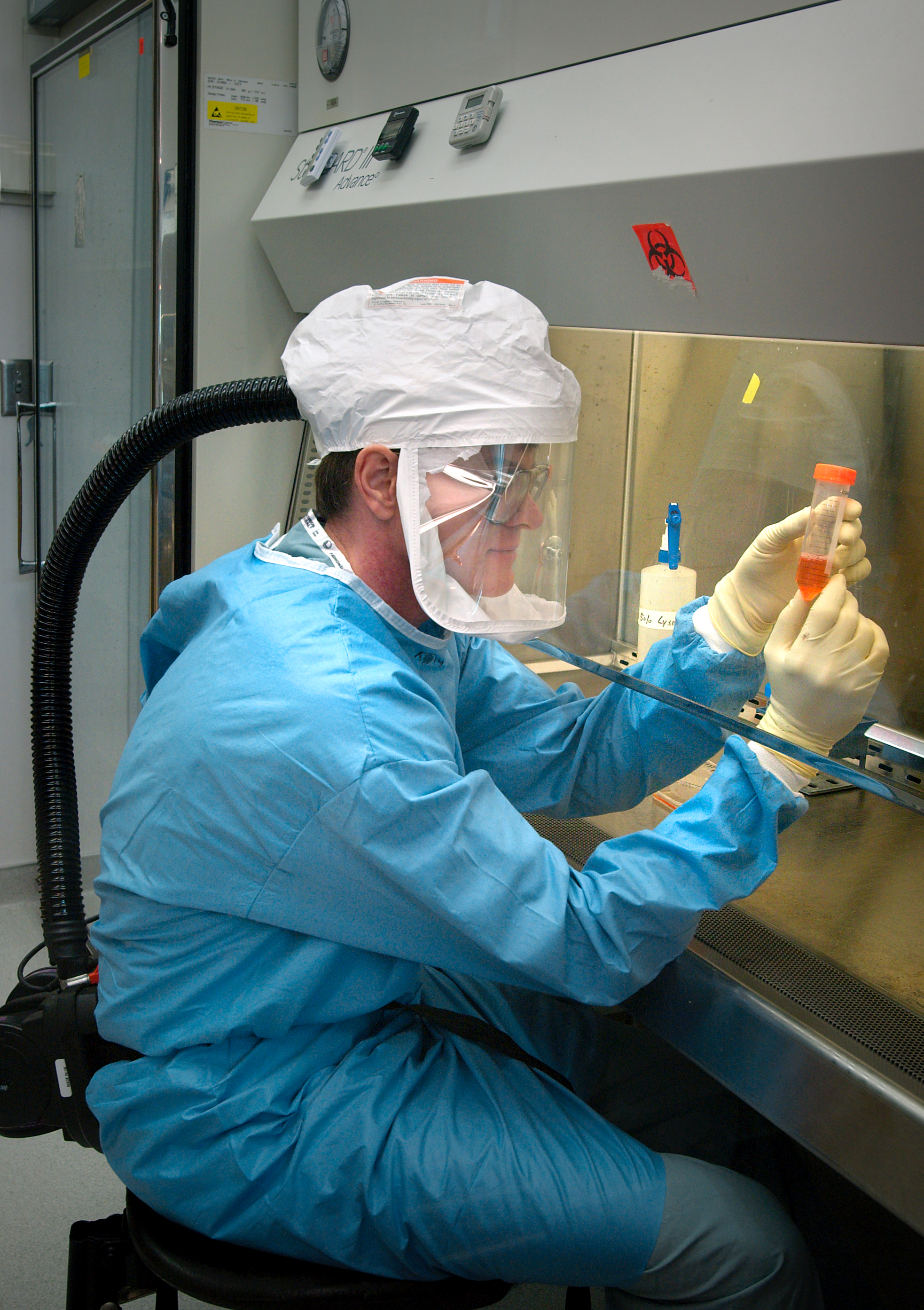
Estudio de patogenicidad

La patogenicidad de los microorganismos se define como su capacidad para producir enfermedad en huéspedes susceptibles. Asimismo es un atributo del género y especie. Así, por ejemplo: el género Salmonella es patógeno para los vertebrados, pero Salmonella typhi es solo patógeno para el hombre. La patogenicidad se expresa clínicamente en proporción variable según los microorganismos y el hospedero, pero la regla es que hay convivencia pacífica.
Un patógeno puede describirse en términos de su capacidad para producir toxinas, ingresar al tejido, colonizar, secuestrar nutrientes y su capacidad para inmunosuprimir al huésped.